# Eugène Burnouf
Eugène Burnouf (Parigi, 8 aprile 1801 – Parigi, 28 maggio 1852) è stato uno storico delle religioni e orientalista francese.
Orientalista e studioso delle religioni Eugène Burnouf è stato anche il fondatore, nel 1822, della Société Asiatique di Parigi, editore della prestigiosa rivista di studi Journal asiatique.

## Biografia
Figlio di Jean-Louis Burnouf, famoso classicista, Eugène Burnouf compì i suoi studi presso la École nationale des chartes di Parigi, dedicandosi successivamente alle lingue orientali; di fatto divenne l'iniziatore dell'Orientalistica francese. Dopo aver tenuto un corso di grammatica all'École normale supérieure, Burnouf venne nominato professore al Collège de France in qualità di coordinatore degli studi sanscriti, carica che terrà dal 1832 fino alla sua morte. Nel 1831 vinse il Prix Volney.
Studioso ed esperto anche delle lingue pāli e avestica, Burnouf tradusse in francese il Sutra del Loto (Le Lotus della Bonne Loi, Parigi 1852) e il Bhāgavata Purāṇa (Bhâgavata Purâna ou histoire poétique de Krichna, 3 volumi, 1840-1847). Il suo Introduction à l'histoire du Bouddhisme indien è il primo importante testo di buddhologia francese e una delle prime opere occidentali sul medesimo argomento.
È sepolto nel cimitero di Père-Lachaise (59e Division, 3e ligne, AJ, 13). La città di Parigi gli ha dedicato una strada nel XIX arrondissement. Eugène Burnouf è il cugino del filologo Émile-Louis Burnouf, famoso per aver scritto il primo dizionario francese-sanscrito utilizzando l'Alfabeto devanagari utilizzato ancora oggi. Sua figlia Laure sposò lo storico Léopold Delisle.

## Opere
- Essai sur le Pali (1826)
- Vendidad Sade, l'un des livres de Zoroastre (1829-1843)
- Commentaire sur le Yaçna, l'un des livres liturgiques des Parses (1833-1835)
- Mémoire sur les inscriptions cunéiformes (1838)
- Bhâgavata Purâna ou histoire poétique de Krichna (3 volumi, 1840-1847); ripubblicato a Parigi, 1981.
- Introduction à l'histoire du Bouddhisme indien (1844; 1876)
- Lotus de la bonne loi (1852). Nuova edizione Parigi, Adrien Maisonneuve, 1973; ripubblicato a Parigi, 1978.